# Українсько-британські відносини
Українсько-британські відносини — двосторонні відносини між Україною та Великою Британією у галузі міжнародної політики, економіки, освіти, науки, культури тощо.

## Історія

### За часів УНР та Української Держави
У 1917 в Україні діяло представництво Великої Британії на чолі з Джоном Піктоном Баґґе.

### Встановлення українсько-британських відносин
Британія визнала незалежність України 31 грудня 1991 року, дипломатичні відносини встановлено 10 січня 1992-го. У листопаді 1991 року у Києві Велика Британія відкрила Генеральне консульство, а у січні 1992 року — посольство. Лондонське представництво України відкрито у вересні 1992 року.
Під час візиту до Києва 4 вересня 1995 року міністр з закордонних справ Малкольм Ріфкінд наголошував, що зв'язки України з Європою простягаються далеко в минуле. Проте налагодження двосторонніх відносин між двома державами стало можливим лише зі здобуттям Україною її державної незалежності.
При цьому, опісля серпневого путчу та прийняття ВРУ Акту проголошення незалежності 24 серпня 1991 року Британія ставилася до України, як і до інших пострадянських республік з недовірою.
Проте після Біловезької угоди, остаточного зникнення СРСР з політичної карти світу та референдуму, під час якого понад 90 % українців висловилися за незалежність, позиція Сполученого Королівства Великої Британії та Північної Ірландії щодо України кардинально змінилася.
Було визнано незалежність України, і відкрито шлях для повноправного двостороннього співробітництва. За ініціативи Сполученого Королівства на початку січня 1992 р. голови зовнішньополітичних відомств двох країн обмінялися листами з приводу встановлення дипломатичних відносин. За згодою сторін домовленість з цього питання набула чинності 10 січня 1992 року. З цієї дати генеральне консульство Великої Британії у Києві офіційно набуло статусу посольства.

### Початковий етап 1991—1994рр.
Початковий етап українсько-британських відносин характеризувався певною стриманістю зі сторони Британії. Подібна методика проведення зовнішньої політики британцями вважалася цілком закономірною що відповідає загальній для західноєвропейських країн тенденції обережного ставлення до нових незалежних держав.
Проте в цей час об'єктивним залишався факт другорядності британсько-українських відносин для Великої Британії.
Від самого початку становлення дипломатичних відносин перед українською дипломатією у Лондоні постало чимало проблем. Через брак досвіду спілкування їм було складно налагоджувати вдносини з англійським середовищем.
Українська діаспора була вельми розрізненою і жодним чином не представлена у політичних колах держави. До того ж Британія, зі свого боку, розглядаючи Україну як сферу впливу Російської Федерації, особливо не прагнула до поглиблення з нею контактів.
Ще однією з причин поверховості двосторонніх відносин були економічне становище країни. Адже початок 90-х років характеризувався відсутністю стабільної валюти, високим рівнем інфляції, через що державу розглядали як зону ризику в очах Британії, саме тому британсько-українські відносини не набували бурхливого розвитку.
Також від самого становлення двосторонніх відносин в українсько-британському спілкуванні наріжним каменем постала суперечка з приводу ядерної зброї. Велика Британія як одна з держав — постійних членів Ради Безпеки ООН та член ядерного клубу вкрай гостро сприймала успадкування Україною від СРСР третього за потужністю ядерного арсеналу у світі, який значно перевищував арсенал самої Британії.
Перший візит в Україну державного секретаря Великої Британії з питань закордонних справ і Співдружності Д. Херда став початком безпосереднього обговорення перспектив становлення українсько-британських міждержавних відносин. Опісля цієї зустрічі розпочалося співробітництво між двома країнами. Невдовзі з відповідним візитом до Великої Британії відбув міністр закордонних справ України А. Зленко.
За підсумками цих переговорів підписано Меморандум про необмежену свободу пересування, який гарантував необмежену свободу пересування по всій території двох країн (за винятком військових баз та інших секретних об'єктів) не лише членам дипломатичної місії, а й іншим громадянам, зокрема, представникам політичних, громадських або профспілкових організацій, ділових людей, журналістів, туристів тощо. Окрім того, сторони склали й ухвалили текст Спільної декларації, у якій зафіксовано ключові принципи українсько-британського співробітництва і був окреслений конкретний порядок практичних заходів, зокрема, щодо подальшого розвитку двосторонніх політичних відносин.
Візит А. Зленка започаткував цілеспрямовану роботу над створенням політико-правової основи українсько-британського співробітництва, що стало важливою підготовкою першого офіційного візиту Л. Кравчука, який відбувся 10−12 лютого 1993 року, до цієї країни. Підсумком його перемовин з прем'єр-міністром Джоном Мейджором стало підписання Договору про принципи відносин і співробітництва між Україною і Сполученим Королівством, який розширив і конкретизував головні положення Спільної декларації від 15 вересня 1992 року.
Загалом 1991−1993 роки мали статус початкових в розбудові двосторонніх відносин, етапом становлення договірно-правової бази українсько-британських відносин, які були досить прохолодними. Ставлення Британії до України повністю збігалося із загальним зневажливим і підозрілим сприйняттям країни на Заході в перші три роки після проголошення незалежності.
Це пояснювалося тим, що відразу після розпаду СРСР увага західних країн майже повністю була сконцентрована на нових перспективах відносин з Росією. Ще одним негативним чинником стала відсутність впливової української діаспори у ВБ (на відміну від США і Канади), де українські громади є порівняно нечисленними і розпорошеними по різних куточках країни не маючи впливового лобі у британських політичних і ділових колах.
Єдине питання, яке дійсно турбувало ВБ та інші західні країни на чолі з США в їх двосторонніх відносинах з Україною − ядерне озброєння України. Ця тема постійно домінувала на українсько-британських переговорах. Результатом такої недовіри, підозрілості та зневаги стало те, що початкові ілюзії України щодо тісних відносин із Заходом і сподівання на західну допомогу поступово почали змінюватися розчаруванням.

### Міждержавні відносини впродовж 1994—2000 років
Ставлення країн Заходу до України почало поступово змінюватися лише з 1994 року. Цьому сприяла низка чинників:
- політична криза в РФ з наступними парламентськими виборами в грудні, які принесли успіх партії В. Жириновського і посіяли на Заході серйозні сумніви щодо успіху демократичних перетворень у цій країні;
- не завжди виважена зовнішня політика, особливо щодо найближчих сусідів, Росії;
- мирна передача влади на парламентських і президентських виборах в Україні навесні-влітку 1994 р.

24 травня 1994 р. до Києва з одноденним візитом прибув Д. Херд. Провівши переговори зі своїм колегою А. Зленком, він на пресконференції чітко висловив підтримку ВБ позиції України щодо кримської проблеми у відносинах з Росією:
|  | «Крим є складовою частиною України, він знаходиться у межах кордонів України, визнаних світовим співтовариством» |

.
Під час зустрічі сторони висловили задоволення динамікою двосторонніх відносин, втім офіційний Лондон продовжував тиснути підкреслюючи залежність потенціалу міждержавних взаємин від факту позбавлення Україною ядерної зброї, приєднання до ДНЯЗ та активного впровадження економічних реформ.
Приєднання України до ДНЯЗ і підписання 5 грудня 1994 р. в Будапешті Меморандуму про гарантії безпеки Україні з боку РФ, ВБ та США стали головною передумовою у відчутному поліпшенні дипломатичних відносин України зі Сполученим Королівством.
Відправною точкою цього процесу вважається перебування М. Ріфкінда в Києві 3–4 вересня 1995 р. Уперше Лондон вустами глави зовнішньополітичного відомства дав ясно зрозуміти, що налагодження більш тісних зв'язків між ВБ та Україною є важливим пріоритетом британської зовнішньої політики:
|  | «Загальна площа України, — заявив англійський дипломат, — а також її стратегічне положення роблять її точкою опори Європи. Україна має вирішальне значення для нашої спільної праці». |

У практичному плані поліпшення українсько-британських відносин знайшло своє вираження у підтримці євроінтеграційних прагнень України ВБ, яка стала другою опісля Іспанії країною, що ратифікувала Угоду України з ЄС про партнерство і співробітництво. ВБ також активно сприяла вступу України до Ради Європи. Велика Британія була прихильником розширення ЄС оскільки залучення нових членів мало призводити до децентралізації цієї організації, що вважалося вкрай вигідним для ВБ.
Подальші українсько-британські двосторонні відносини розвивалися за висхідною. Про це свідчить офіційний візит Л. Кучми до Лондона у грудні 1995 року, де відбулися переговори з Д. Мейджором. Відповідний візит Д. Мейджора в Україну відбувся 18 квітня 1996 р. Під час зустрічей і переговорів порушувалося питання закриття ЧАЕС. Президент України та британський прем'єр висловили готовність розв'язувати проблему закриття ЧАЕС з позицій Меморандуму про взаєморозуміння, підписаного в грудні 1995 р. між Україною та країнами «Великої сімки».
Керівництво двох держав продовжило діалог про стан і перспективи двосторонніх відносин, а також проблеми інтеграції України до Європейського Співтовариства і питання європейської безпеки.
23−25 червня 1998 р. відбувся візит в Україну заступника держсекретаря закордонних справ Великої Британії Д. Хендерсона, якого прийняв міністр закордонних справ Б. Тарасюк. Під час їхньої бесіди обговорювалося широке коло питань двосторонніх відносин і проблем, пов'язаних з інтеграцією України до європейських політичних та економічних структур, зокрема, про шляхи поглиблення українсько-британського політичного діалогу, розширення економічного співробітництва, збільшення торгового обороту та обсягів британських інвестицій у господарство України. Британський гість запевнив, що Сполучене Королівство прагне підтримувати добрі відносини з Україною і сприятиме встановленню більш тісних взаємин України з ЄС. На його думку, двостороннє українсько-британське співробітництво мало стати важливим чинником, який допоможе розвивати відносини України з Європейським Союзом у напрямі до асоційованого партнерства.
У червні 1998 р. український уряд ухвалив національну стратегію інтеграції до ЄС. Зі свого боку ЄС на зустрічі у верхах, яка пройшла у Відні у грудні 1998 р., підтвердив фундаментальне значення зв'язків з Україною. Наслідком цього стало прийняття Спільної стратегії ЄС щодо України, причому Велика Британія підтримала інтереси України при обговоренні цієї стратегії з огляду на забезпечення європейської безпеки і стабільності ЄС.
Українсько-британський діалог з євроінтеграційних питань продовжили 1 лютого 1999 р. під час переговорів міністра закордонних справ Б. Тарасюка з його англійським колегою Р. Куком у Лондоні. Під час зустрічі окремо обговорено питання підтримки Великою Британією прагнення України до набуття статусу асоційованого члена ЄС, запрошення її до участі в роботі Європейської конференції, врахування української позиції у виробленні Спільної стратегії ЄС щодо України. Загалом під час перебування Б. Тарасюка у Великій Британії 1−3 лютого 1999 р. визначено шляхи зміцнення політичних контактів між двома країнами, окреслено напрями розвитку торговельно-економічних відносин, співпраці у військовій сфері, перспективи вдосконалення правової бази.
Важливою подією для формування правової основи міждержавних відносин України та Великої Британії став обмін нотами між ними в липні 1999 р. щодо двосторонніх угод, які були чинними між СРСР та Сполученим Королівством і щодо яких Україна є державою-правонаступницею. Сторони підтвердили, що десять договорів, укладених між СРСР і Сполученим Королівством, залишаються чинними між Україною та Великою Британією без обмежень дії інших угод між ними.
Велику увагу засобів масової інформації привернув візит Р. Кука до Києва на запрошення міністра закордонних справ України Б. Тарасюка 12 квітня 2000 р. Результати цієї зустрічі були високо оцінені як українськими, так і британськими дипломатами. Головним підсумком переговорів став Меморандум про взаєморозуміння стосовно співробітництва та координації між міністерствами закордонних справ України та Великої Британії, який на той час був кульмінацією процесу вдосконалення українсько-британських дипломатичних відносин.

### Погіршення відносин впродовж 2001—2004 років
2001—2002 роки позначилися дещо погіршенням українсько-британських відносин. З боку британського уряду неодноразово лунала критика стосовно повільності і невдалості українських реформ, посилення в Україні недемократичних тенденцій, зокрема наступу на свободу слова.
Це продемонстровано в щорічних доповідях голови Міністерства закордонних справ Великої Британії про дотримання прав людини у світі. Вбивства журналістів Г. Гонгадзе (2000 р.), І. Александрова (2001 р.) та методи розслідування цих справ, «касетний» скандал, взаємини української влади і преси — усе це піддавалося різкій, суворій критиці і серйозно шкодило іміджу України на міжнародній арені.1 У британському зовнішньополітичному відомстві підкреслювали, що виявлені факти порушень прав людини з боку української влади відверто суперечать нормам і цінностям, визнаним європейською спільнотою і ставлять під сумнів щирість українського європейського вибору, адже в ЄС дотримання прав людини є загальновизнаною нормою.
Нового серйозного удару українсько-британські дипломатичні відносини зазнали в 2002 р. під час скандалу, пов'язаного з можливістю незаконного експорту радарних систем «Кольчуга» до Іраку.2 Українському урядові так і не вдалося переконати спільну американо-британську експертну групу, яка проводила вивчення цієї справи в Україні, у принциповій неможливості подібних експортних операцій. Конфлікт зайшов у безвихідь після того, як американські й британські експерти визнали інформацію, надану українською стороною, недостатньою та неповною і наполягали на розкритті низки документів, у доступі до яких український уряд категорично відмовив, посилаючись на державну таємницю.
Про ступінь негативних наслідків цих суперечностей свідчить доволі жорстка позиція, яку зайняли США та Велика Британія. В одному з інтерв'ю посол Великої Британії в Україні Р. Брінклі заявив, що «кольчужний скандал» значно зашкодив українсько-британським відносинам і, оскільки, українська сторона не бажає відкрити всієї правди, то цей конфлікт не може згаснути сам собою. Після цього, підкреслив посол, «британському урядові буде важко мати контакти з Кучмою».1 Серйозність проблеми добре розуміли в Україні. А. Зленко назвав «кольчужний скандал» найбільшою невдачею української зовнішньої політики в 2002 році, що мав негативний вплив на багато інших напрямів зовнішньополітичної діяльності України. За цих умов не викликає здивування, що запрошення відвідати Україну, яке А. Зленко ще в жовтні 2001 року передав міністру закордонних справ Великої Британії Дж. Стро, так і залишилося неприйнятим. Показовим є й те, що з 2002—2004 років між двома країнами не відбулося жодного значного офіційного візиту, а перебування прем'єр-міністра України В. Януковича в Лондоні в квітні 2003 р. не привернуло майже ніякої уваги ані української, ані британської преси.
Хоча всі вищезгадані обвинувачення української влади не знайшли офіційного підтвердження в суді, вони були активно використані Великою Британією, зокрема як суттєвий привід змінити своє ставлення до питання членства України в ЄС. Водночас, як переконливо доводить український політолог В. Крушинський, причини до зміни офіційної британської позиції щодо європейського вибору України полягали насамперед у загальній «ситуативності» політики Великої Британії щодо розширення ЄС, зокрема, і завдяки Україні.1 Зміст зазначених вище звинувачень української влади був доволі відверто, хоча і в межах дипломатичної ввічливості, повторений у виступі міністра з європейських питань Великої Британії Д. Мак Шейна під час його візиту до Києва у вересні 2003 року.

### Розвиток відносин впродовж 2004—2014 років
Зміна керівної еліти в Україні після президентських виборів 2004 р. і чітка прозахідна орієнтація зовнішньополітичного курсу нової української влади створили передумови для подолання відчуження в дипломатичних відносинах двох країн.
У середині жовтня 2005 року Президент України Віктор Ющенко відвідав Велику Британію з робочим візитом. 17 жовтня Вікторові Ющенку вручено нагороду британської організації «Чаттем-Хауз», що раніше іменувалася Королівським інститутом міжнародних відносин. Нагороду Президентові України вручила особисто Єлизавета ІІ, що примножує значення цієї події в очах британської та світової спільноти в цілому. Слід зауважити, що ця нагорода була заснована незадовго до описуваних подій і наш Президент став першим її власником.1 Віктор Ющенко наголосив, що «сміливість і достоїнство всієї української нації заслуговують такої нагороди». Він також нагадав присутнім, що географічно Україна є серцем Європи, а Європа не може жити без серця.
Головною темою переговорів з прем'єр-міністром Великої Британії Тоні Блером, як і очікувалося, була організація запланованого на грудень 2005 р. саміту «Україна-ЄС» під головуванням британського прем'єра. Виступаючи в Королівському інституті міжнародних відносин, В. Ющенко традиційно для українських лідерів підкреслив пріоритетність євроінтеграційного курсу України. Зі свого боку Т. Блер знову озвучив загальну позицію Заходу про те, що Європа чекає від України продовження реформ і Британія й надалі підтримуватиме процеси демократизації в Україні.
Підсумки саміту «Україна-ЄС» 1 грудня 2005 р. за участі британського прем'єр-міністра Т. Блера, як голови в Євросоюзі, свідчать про загальне покращення атмосфери відносин Євросоюзу з Україною, при цілком очікуваній відсутності суттєвих практичних зрушень у питанні наближення членства України в ЄС. Спільна заява учасників цієї зустрічі закінчувалася вже традиційною і дуже загальною тезою: «Лідери ЄС привітали європейський вибір України, наголосивши, що відданість України демократії та реформам відкриває нові перспективи для значного поглиблення рівня та якості відносин між Україною та ЄС».2
20 листопада 2007 року, у приміщенні Парламенту Великої Британії відбувся виступ Ніколаса Соамса, депутата Палати Громад від Консервативної партії, колишнього Міністра оборони в Уряді Дж. Мейджора, на тему «Британсько-українські відносини: минуле, сучасність та майбутнє».1 Н. Соамс відомий також як онук колишнього Прем'єр-міністра Великої Британії В. Черчилля, що посилює публічну увагу до цієї події.
Захід був організований Британсько-українським товариством і став першою подією в циклі, присвяченому пам'ятній даті в історії України та Великої Британії — Ялтинській мирній конференції 1945 р. Серед гостей заходу були присутні депутати Парламенту Великої Британії, представники ділових і культурних кіл країни, представники британської преси, а також посольства України у Великій Британії.
У своїй промові Н. Соамс позитивно оцінив досягнення минулих п'ятнадцяти років і сучасний стан відносин між Україною та Великою Британією, наголосив, що дружні стосунки та взаємне розуміння базуються на надійному фундаменті спільних цінностей, таких, як повага до принципів демократії, прагнення до забезпечення стабільності та підтримання безпеки в регіоні Чорного моря, геополітичне значення якого значно зросло останнім часом.2 Були відзначені успіхи України як регіонального лідера, зокрема в міжнародних об'єднаннях економічного спрямування, як ОЧЕС, а також як одного з найважливіших партнерів НАТО у Східній Європі.
У березні 2008 року в рамках робочого візиту до Великої Британії міністр закордонних справ Володимир Огризко провів зустріч з Державним секретарем у закордонних справах України Девідом Мілібендом. У ході переговорів В. Огризко і Д. Мілібенд обговорили актуальні питання двостороннього співробітництва, зокрема в контексті візиту Президента України В. Ющенка до Великої Британії.
Основним предметом уваги сторін були деякі аспекти євроатлантичної інтеграції України в контексті надання нашій державі ПДЧ щодо НАТО. Голова зовнішньополітичного відомства України висловив вдячність Державному секретареві Д. Мілібенду за послідовну підтримку Великою Британією євроатлантичних прагнень України.
Та найзначнішою подією того ж таки 2008 року у відносинах між нашими країнами став візит Президента України В. А. Ющенка до Великої Британії. На переконання Глави Української держави та багатьох політиків, ця зустріч з Прем'єром Великої Британії засвідчила стратегічний характер двосторонніх відносин двох країн. «Ми чітко визначилися, що нашою стратегічною надметою є приєднання України до членства в ЄС і НАТО» — Гордон Браун. Він заявив, що Україна є стратегічним партнером Великої Британії у світі. 
Відповідна позиція Британії зафіксована в Спільній заяві, прийнятій за підсумками зустрічі Віктора Ющенка та Гордона Брауна в Лондоні 15 травня.1
Велика Британія заявляє, що після досягнення Україною критеріїв членства наша держава «повинна стати повноправним членом ЄС», а нова посилена угода між Україною та Євросоюзом повинна мати форму політичної асоціації та економічної інтеграції. Це знаменуватиме суттєве поглиблення відносин і надасть Україні значні можливості для інтеграції в європейську економіку.
За результатами цієї зустрічі досягнуто домовленості про те, що Україна та Велика Британія розпочинають переговори щодо укладення двосторонньої угоди щодо спрощення візового режиму.
Загалом 2008—2009 роки характеризувалися інтенсифікацією двосторонніх відносин та великою кількістю візитів на усіх рівнях.
Зміни політичного керівництва України та Великої Британії за підсумками виборів у 2010 році не позначилися на принциповому характері двостороннього діалогу Києва та Лондона. Продовжувалися активні політичні контакти керівництва обох держав. Зокрема, у січні 2011 року в рамках Всесвітнього економічного форуму в Давосі відбулася зустріч Президента України та Прем'єр-міністра Великої Британії.
У період 2010—2012 рр. також відбулася низка візитів на рівні керівництва зовнішньополітичних відомств: робочі візити до Лондона Міністра закордонних справ України (6 вересня 2010 та 3 квітня 2012 р.), візит міністра Форін Офісу з питань Європи до України (13—14 жовтня 2010 р.). Головними елементами двостороннього діалогу 2012 року стали відзначення сторонами 20-ї річниці встановлення дипломатичних відносин, візити до Лондона Прем'єр-міністра (27—28 липня), віцепрем'єр-міністрів України (8 лютого, 3—4 квітня, 29—30 серпня).
Водночас 2012 рік характеризувався певним сповільненням динаміки українсько-британських політичних відносин, насамперед політичного діалогу на найвищому рівні. Ця тенденція обумовлена передусім оцінками процесів демократичного розвитку в Україні.
Сполучене Королівство залишається послідовним прихильником європейського курсу нашої держави, зокрема в контексті підписання Угоди про асоціацію з Євросоюзом. Відбувається взаємодія сторін у контексті реалізації пріоритетів українського головування в ОБСЄ, зокрема у сфері врегулювання тривалих конфліктів.
Зокрема, 13 травня 2013 року головуючий в ОБСЄ Міністр закордонних справ України здійснив робочий візит до Лондона. Основною метою візиту було отримання підтримки підписання Угоди про асоціацію з ЄС, а також обговорення питань, пов'язаних із головуванням України в ОБСЄ. У рамках програми перебування Леонід Кожара провів переговори з Державним секретарем у закордонних справах Вільямом Хейгом, зустрівся із членами обох палат Парламенту, виступив у провідному європейському політологічному центрі − Королівському інституті міжнародних справ «Четем Хаус».
17—18 вересня 2013 року Державний Міністр Форін Офісу Девід Лідінгтон відвідав Україну з робочим візитом. Він зустрівся з Міністром закордонних справ, прем'єр-міністром та Главою Адміністрації Президента України. У ході зустрічей основну увагу приділили питанню підписання Угоди про асоціацію між Україною та ЄС під час Вільнюського саміту «Східного партнерства» в листопаді цього року. Обговорено шляхи активізації двостороннього політичного діалогу, зокрема на найвищому рівні, а також поглиблення торговельно-економічного інвестиційного співробітництва.
Від початку російської агресії проти України Велика Британія активно виступило на підтримку нашої держави. У цьому контексті офіційний Лондон реалізував низку санкцій та обмежувальних заходів в односторонньому та багатосторонньому форматах. Зокрема, Велика Британія надає активне сприяння Україні серед міжнародних організацій, таких як ООН, ОБСЄ, НАТО, РЄ, ЄС, ЮНЕСКО. Активність політичного діалогу на найвищому та високому рівні мала високий рівень за усю історію двосторонніх відносин. З початку 2014 року відбулися: зустріч Прем'єр-міністра України Арсенія Яценюка з Державним секретарем у закордонних справах Вілямом Хейгом у рамках його візиту в Україну, зустріч Прем'єр-міністра України Арсенія Яценюка з Прем'єр-міністром Великої Британії Девідом Кемероном у рамках Саміту ЄС у Брюсселі (6 березня), зустріч Президента України Петра Порошенка з Прем'єр-міністром Великої Британії Девідом Кемероном у рамках відзначення 70-ї річниці висадки військ антигітлерівської коаліції у Нормандії у 1944 році (6 червня), а також низка контактів на керівництва зовнішньополітичних відомств (3 березня, 1 квітня, 7 травня, 23 червня). 1
У ІІ півріччі 2014 року слід відзначити робочий візит Президента України до Великої Британії для участі у заходах саміту НАТО (м. Ньюпорт 4-5 вересня), а також зустрічі Президента Петра Порошенка та Прем'єр-міністра України Арсенія Яценюка з Прем'єр-міністром Великої Британії Девідом Кемероном, у рамках засідань Ради ЄС 30 серпня та 69-та сесія ГА ООН 25 вересня відповідно.2 18—19 листопада Лондон відвідала з візитом дружина Президента України Марина Порошенко, за участю якої проведено низку презентацій патронованих нею гуманітарних проєктів.
Отже, протягом 1991—2014 років українсько-британські відносини пройшли декілька етапів розвитку, від встановлення договірної бази, до безпосередньої політичної взаємодії. З одного боку, Британія сприяє входженню України до Європейського союзу, з іншого боку, для Великої Британії не бачити в залі засідань Європарламенту та Ради Міністрів рівносильну собі кількість депутатів і голосів, представлених від України. Однак і сама Україна на сьогодні не готова приєднатися до ЄС через невідповідність її критеріям членства. Майбутнє нашої держави залежить від нас самих, і наскільки Україна наближатиметься до Європейської Спільноти, настільки вона може очікувати переміну тону європейського інтеграційного діалогу з нею.
Оцінки сучасного стану українсько-британської співпраці в політичній сфері є на сьогодні доволі неоднозначними. Так, побутує думка, що з трьох європейських китів — Великої Британії, Франції та Німеччини, Україна може спиратися тільки на першого.

### Угода про 100-річне партнерство
16 січня 2025 року, в м. Києві, Президент України Володимир Зеленський та прем'єр-міністр Великої Британії Кір Стармер уклали угоду про 100-річне партнерство двох країн. В документі у ній йдеться про співробітництво відразу в кількох сферах: оборони і захисту, торгівлі, освіти, науки і технологій, культури, енергетики, правосуддя, міграції та інших. Повідомляється, що угода буде сприяти розвитку співробітництва в галузі морської безпеки та захисту від інформаційних загроз. Сторони також працюватимуть над питаннями прав людини, гендерної рівності та соціального захисту. 

### Економічні зв'язки
Згідно із даними Держстату України, 2012 року експорт товарів і послуг у Велику Британію склав 1,3 млрд доларів (збільшення порівняно з попереднім роком на 5 %). Україна експортувала до Британії неблагородні метали та вироби (33 % всього експорту): чорні метали (21 %), алюміній (6 %), мідь (5 %); засоби транспорту (20 %): літальні апарати (15 %), судна (4 %); жири і масла (10 %), машини, устаткування та механізми (10 %), продукція рослинництва (8 %), продукція харчової промисловості (5 %).
Натомість Україна імпортувала товарів на 1,1 млрд доларів США (збільшення порівняно з попереднім роком на 2 %). Тобто зовнішньоторговельний оборот України з Великою Британією 2012 року становив 3,1 млрд доларів США (збільшення порівняно з попереднім роком на 6 %; негативне сальдо для України — 573 млн доларів США).

### Культурно-гуманітарні зв'язки
10 лютого 1993 року між урядами України і Великої Британії укладено Угоду про співробітництво в галузях освіти, науки та культури, що є основоположним галузевим документом. Цей, а також інші документи дозволяють представляти українську культуру у Британії і навпаки. Українські фольклорні музичні гурти беруть участь у музичних фестивалях Британії, художники з України проводять виставки своїх робіт.
У освітній сфері відбувають обміни науковцями, українські студенти проходять навчання у Сполученому Королівстві, університети обох країн укладають договори про співпрацю.

### Військова співпраця
12 січня 2024 року Президент України Володимир Зеленський та прем'єр-міністр Великої Британії Ріші Сунак уклали двосторонню безпекову угоду, яка діятиме до вступу України до НАТО.

## Діаспора

### Українці у Британії
За неофіційними даними (офіційна статистика відсутня) у Британії проживає близько 30 тисяч осіб з українським корінням. Це загалом представники першої і другої хвилі міграції, а за останні роки кількість громади збільшується завдяки трудовим мігрантам. У Великій Британії є близько 70 місць компактного проживання українців.

## Міста-побратими
- Пітерборо та  Вінниця
- Рочдейл та  Львів
- Ліверпуль та  Одеса
- Барнслі та  Горлівка
- Шеффілд та  Донецьк, Хмельницький
- Кардіфф та  Луганськ

## Галерея

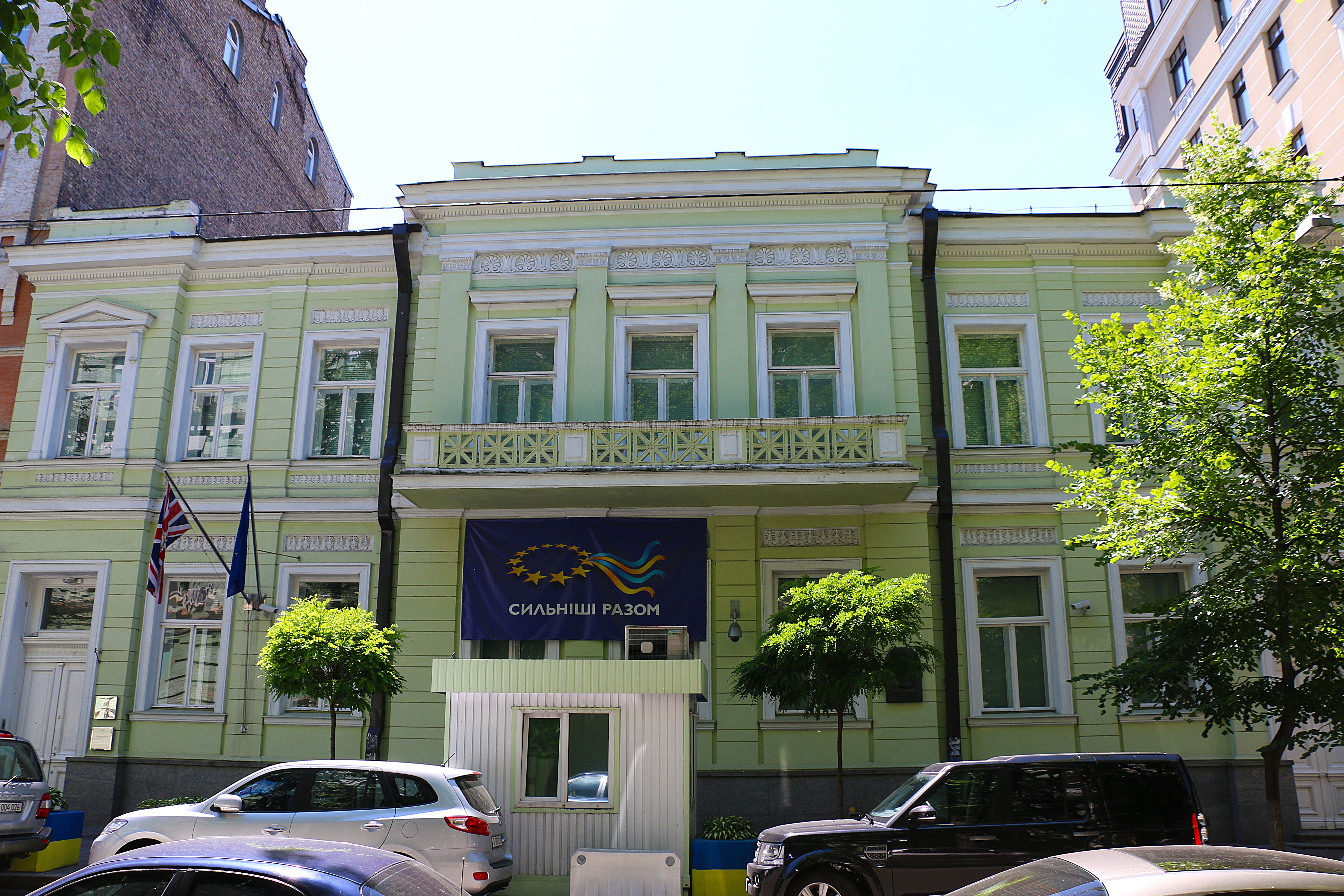
Посольство Великої Британії у Києві. Особняк Симиренків, Десятинна вул., 9
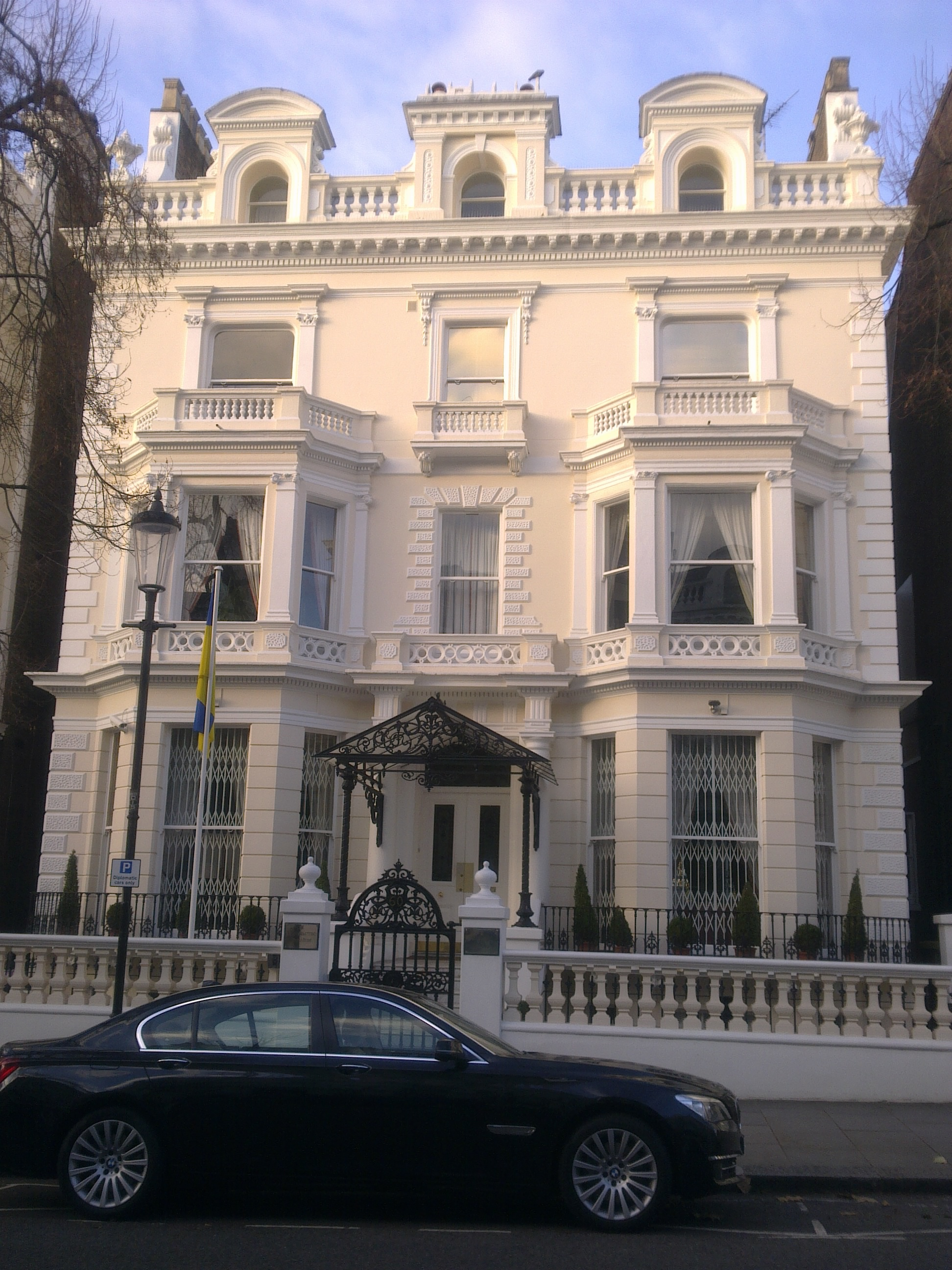
Посольство України в Лондоні
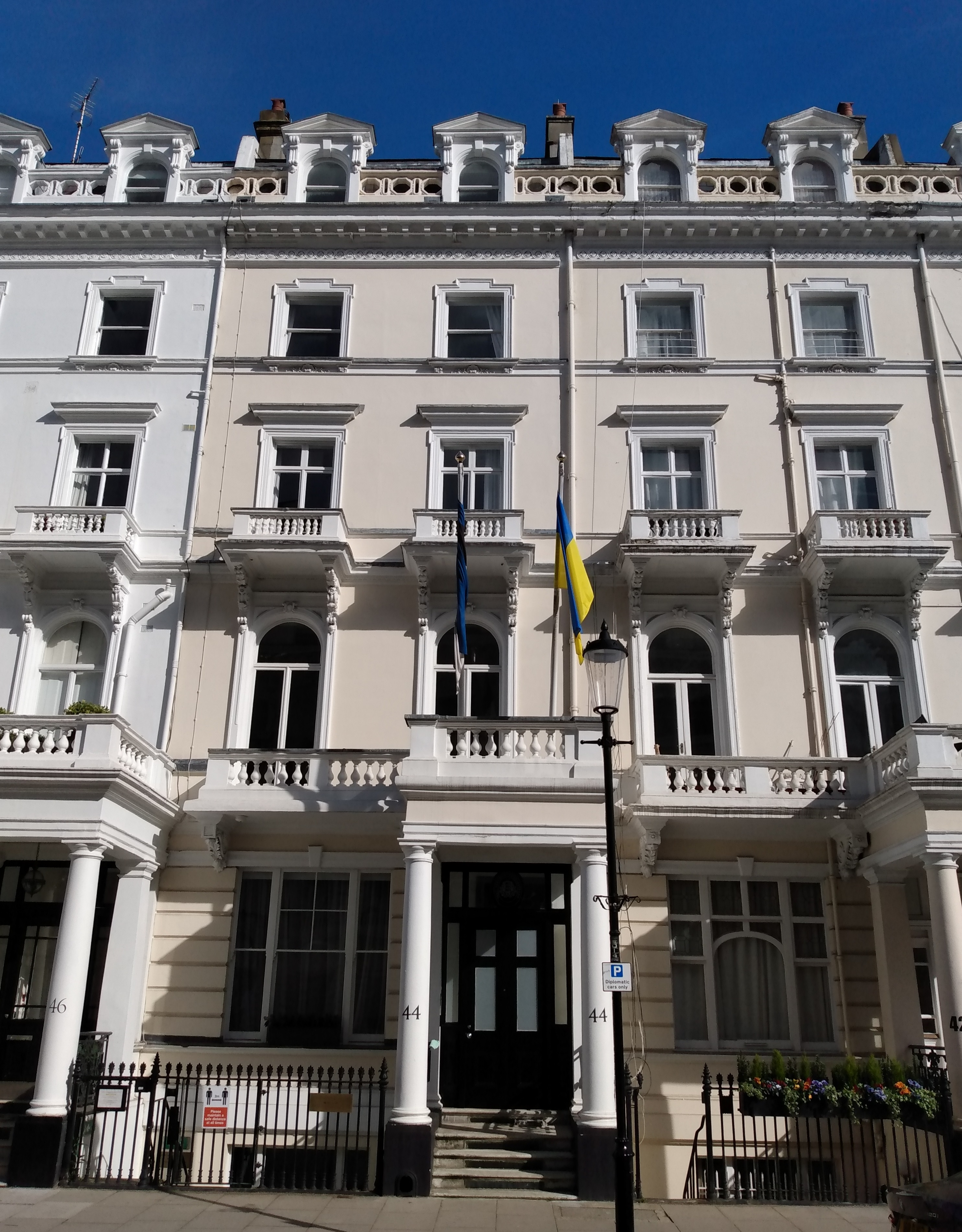
Консульство України в Лондоні
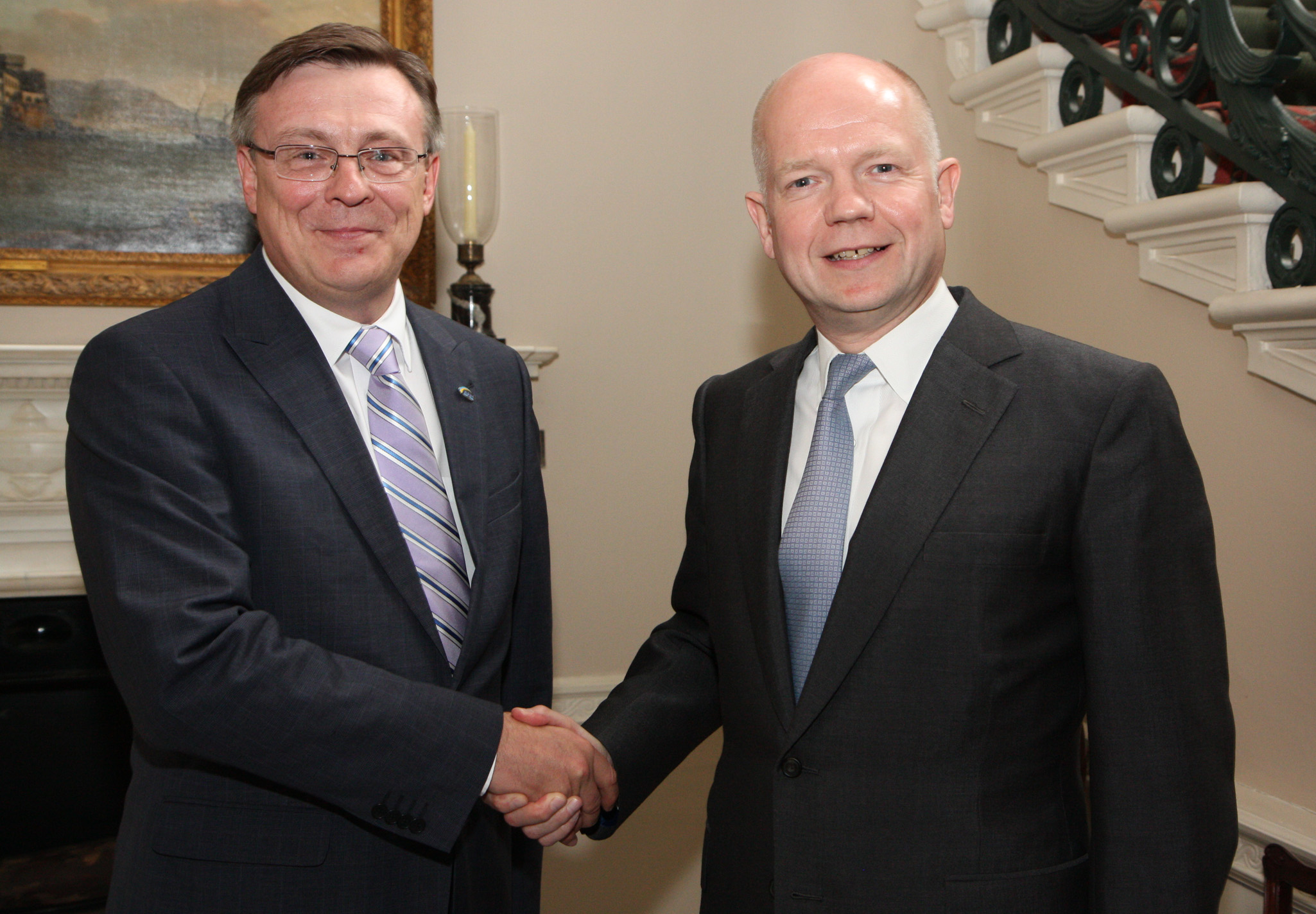
Міністр закордонних справ Великої Британії Вільям Гейґ і міністр закордонних справ України Леонід Кожара в Лондоні 13 травня 2013 року